# Chancho móvil
El chancho móvil es una costumbre en algunas localidades de Argentina. 

## Costumbre
Consiste en subir un chancho asado a la caja de una camioneta (sin cúpula) y pasearlo por toda la ciudad ofreciendo, al mismo tiempo, boletos numerados de una rifa. Mientras el cerdo se va asando a la vista de los transeúntes, las personas pueden ver al animal y comprar un número para su sorteo que se hace al final del día. La idea surgió a partir de la necesidad de juntar dinero para realizar alguna obra de caridad, como por ejemplo mejorar las instalaciones de un club, equipar hospitales, cuarteles de bomberos.